# Tintas hipsométricas
La técnica de las tintas hipsométricas consiste en la aplicación de distintos colores en cartografía para señalar la elevación del terreno, técnica que puede utilizarse conjuntamente con las curvas de nivel. Las tintas hipsométricas se pueden utilizar bien en rangos de elevación mediante bandas de distintos colores o con distintas tonalidades de un mismo color asociadas directamente a las curvas de nivel. Un esquema de colores convencional va desde el verde oscuro para las depresiones y los terrenos a menor altitud, pasando por amarillos y marrones para altitudes medias hasta grises y blanco para las zonas altas y las cumbres. Las tintas hipsométricas de mapas y globos terráqueos se acompañan normalmente de una técnica similar de coloreado batimétrico, denominadas tintas batimétricas, para transmitir la sensación de profundidad en los océanos, aplicando tonos de azul para representar las aguas someras como las plataformas continentales y los tonos más oscuras las grandes profundidades.

## Historia
En su mapa de Italia central realizado en torno a 1503, Leonardo da Vinci introdujo en la cartografía el uso de color para señalar cambios de elevación.

### Difusión de las tintas hipsométricas
Se atribuye a la firma de mapas escocesa John Bartholomew e Hijo el haber popularizado esta técnica, haciendo de su esquema de color el convencional: verde oscuro para las bajas altitudes, pasando por amarillos y ocres, a marrones, grises y blanco para las mayores elevaciones.

## Utilidad
De manera análoga a las imágenes en falso color, las tintas hipsométricas pueden ayudar a hacer más accesible la información geográfica. Sin embargo algunos cartógrafos han sugerido que en 
ocasiones se ha recurrido a las tintas hipsométricas con fines puramente decorativos, en lugar de tener un propósito informativo.